# Несущая способность (механика)
Несущая способность — в теории пластичности, максимальная нагрузка, за пределами которой происходит неограниченная пластическая деформация («течение») конструкции.
Несущая способность обычно рассчитывается в предположении использования идеально-пластического материала (при этом игнорируется история нагрузок). Поскольку в практических случаях упругие деформации зачастую пренебрежимо малы по сравнению с пластическими, используется также модель жёстко-пластического тела.

## Пример
При кручении идеально-пластического цилиндра, несущая способность на кручение равна крутящему моменту {\displaystyle M=(2/3)\pi a^{3}\sigma _{s}/{\sqrt {3}}}, где {\displaystyle a} — радиус цилиндра, {\displaystyle \sigma _{s}} — предел текучести.
На практике точную величину несущей способности удаётся рассчитать не всегда, при этом обычно производится двусторонняя оценка предельных нагрузок (ограничения на несущую способность сверху и снизу).